# 古诺竞争
古諾競爭（英語：Cournot competition）是由法国經濟學家古諾所提出的一項壟斷理論，其精神為「邊際收益等於邊際成本的壟斷均衡」。和諧經濟需要破除壟斷，營造公平競爭的環境。壟斷會破壞正常的市場經濟秩序，無法使新的競爭者進入市場，扼殺市場競爭的公平規則，形成市場壁壘，阻礙經濟的正常發展。

## 基本模型：双头寡占
古诺模型是古諾于1838年提出的。古诺模型是一个只有两个寡头厂商的简单模型，即。古诺模型是早期的寡头模型，它通常被作为寡头理论分析的出发点。古诺模型的结论可以很容易地推广到三个或三个以上的寡头厂商的情况中去。
出发点：
- 市场分析时就具有以下性质：
- 市场上只有两个投标人
- 投标人所提供的商品在特性和质量上是相同的
- 消费者在这一时刻被告知投标人所提供的价格，并且试图以最低的价格购买
- 消费者遵循已知的线性价格消费曲线（价格=K-交易量）
- 两个竞标有同样且固定的边际成本，没有固定成本

## 图表表示古诺竞争均衡
这里给出边际成本不变前提下，两个公司的古诺模型分析。
{\displaystyle p_{1}} = 甲公司产品价格, {\displaystyle p_{2}} = 乙公司产品价格
{\displaystyle q_{1}} = 甲公司产品数量, {\displaystyle q_{2}} = 乙公司产品数量
{\displaystyle c} = 边际成本，两家公司相同
均衡价格会是:
{\displaystyle p_{1}=p_{2}=P(q_{1}+q_{2})}
这意味着甲公司的利润为{\displaystyle \Pi _{1}=q_{1}(P(q_{1}+q_{2})-c)}
- 计算甲公司的剩余需求：假设甲公司认为乙公司生产数量为{\displaystyle q_{2}}. 甲公司最佳的生产数量是多少呢?考虑图1。如果甲公司决定什么都不生产，那么价格就由 {\displaystyle P(0+q_{2})=P(q_{2})}给出。如果甲公司生产{\displaystyle q_{1}'}个，那么价格就由{\displaystyle P(q_{1}'+q_{2})}给出。一般而言，对于甲公司可能设定的每个产品数量，价格都由曲线{\displaystyle d_{1}(q_{2})}给出。曲线{\displaystyle d_{1}(q_{2})} 就被称为甲公司的剩余需求；它给出了在给定{\displaystyle q_{2}}一个值下，所有甲公司产品数量和价格可能的组合。

- 确定甲公司的最佳产量：要做到这一点，我们必须找到边际收益等于边际成本的值。 边际成本（c）被认为是常数，边际收益是一条斜率是{\displaystyle d_{1}(q_{2})}两倍、纵截距相同的曲线{\displaystyle r_{1}(q_{2})}。两条曲线({\displaystyle c} and {\displaystyle r_{1}(q_{2})})的交点便相当于数量{\displaystyle q_{1}''(q_{2})}。甲公司的最佳产量{\displaystyle q_{1}''(q_{2})}，由它设想的乙公司的行为决定。要找到平衡点，我们要推出对于其他可能的{\displaystyle q_{2}}的值，甲公司的最佳产量。图2 考虑{\displaystyle q_{2}}的两个可能值。如果{\displaystyle q_{2}=0}，那么第一家公司的剩余需求是有效的市场需求，{\displaystyle d_{1}(0)=D}。甲公司最佳方案是选择垄断数量；{\displaystyle q_{1}''(0)=q^{m}}（{\displaystyle q^{m}}即垄断数量）。如果乙公司选择与完全竞争一致的产量，{\displaystyle q_{2}=q^{c}} ， {\displaystyle P(q^{c})=c}, 那么甲公司的最佳选择就是不生产：{\displaystyle q_{1}''(q^{c})=0}。这就是边际成本和边际收益的交点，对应{\displaystyle d_{1}(q^{c})}。

- 可以证明，考虑到线性的需求和不变的边际成本，函数 {\displaystyle q_{1}''(q_{2})}也是线性的。这是因为有两点，我们能画出函数{\displaystyle q_{1}''(q_{2})}的整个图像，见图3。注意图表的轴已经改变了，函数{\displaystyle q_{1}''(q_{2})}就是甲公司的反应函数，它给出对于乙公司的每一个可能的值，甲公司的最佳选择。换句话说，甲公司的决定由甲公司认为的乙公司的行动而决定。

- 寻找古诺均衡的最后一个阶段就是去找到乙公司的反应函数。在这种情况下，它和甲公司的是互相对称的，因为它们拥有同样的成本函数。均衡点就是两条反应曲线的交点，见图4。

- 该模型的预测是，企业将会按纳什均衡生产。